# Amedeo Mangone
Amedeo Mangone (Milano, 12 luglio 1968) è un allenatore di calcio ed ex calciatore italiano, di ruolo difensore.

## Carriera

### Giocatore
Cresciuto nella Primavera del Milan, non ha mai debuttato in prima squadra. Viene quindi ceduto in Serie C2, prima al Pergocrema (dove colleziona 62 presenze ed una rete tra il 1987 e il 1989) e poi alla Solbiatese. Rimane a Solbiate fino all'estate del 1993, quando passa al Bari, in Serie B: in Puglia viene promosso immediatamente titolare, conquistando la promozione in Serie A e disputando le due stagioni successive nella massima serie.
Nel novembre 1996, dopo la retrocessione del Bari in Serie B, torna in Serie A trasferendosi al Bologna in cambio di Davide Olivares. Vi rimane per tre stagioni, nelle quali Renzo Ulivieri lo converte da marcatore a uomo a difensore a zona; si guadagna il soprannome di Thuram bianco, segnalandosi come difensore affidabile e abile nel gioco aereo. Nella semifinale di ritorno di Coppa UEFA 1998-1999 fra Bologna e Olympique Marsiglia è coinvolto in una rissa rimediando cinque turni di squalifica.
Nel 1999 passa alla Roma per la cifra di 13 miliardi di lire; con la squadra capitolina vince uno scudetto nella stagione 2000-2001. Tuttavia il suo rendimento cala rispetto alle stagioni a Bologna, e nel 2001 viene ceduto al Parma, nell'ambito di uno scambio che coinvolge altri cinque giocatori. Vi rimane per sei mesi, collezionando un'unica presenza; a gennaio 2002 passa in prestito al Brescia, voluto da Carlo Mazzone, già suo allenatore al Bologna.
Nella stagione successiva si trasferisce al Piacenza, come contropartita per il riscatto di Matuzalém da parte dei ducali. Con i biancorossi disputa un campionato in Serie A (l'ultimo per lui), e uno in Serie B, nel quale indossa anche la fascia di capitano. Nel gennaio 2005 rescinde il contratto con il Piacenza e si trasferisce al Catanzaro, voluto da Gigi Cagni (suo allenatore a Piacenza). Tuttavia rescinde il contratto nell'aprile dello stesso anno e conclude la sua carriera.
Ha totalizzato complessivamente 221 presenze in Serie A e 82 presenze in Serie B.

### Allenatore
Nell'ottobre del 2007 diventa allenatore del Pavia in Lega Pro Seconda Divisione.
Nel giugno 2010 lascia il Pavia e si accasa alla Reggiana, in Lega Pro Prima Divisione. Il 22 dicembre 2011 viene esonerato dalla compagine emiliana. Fatali le quattro sconfitte consecutive con Ternana, Viareggio, Taranto e Lumezzane.
Il 1º dicembre 2014 viene chiamato sulla panchina dell'AlbinoLeffe al posto dell'esonerato Roberto Bonazzi. La squadra bergamasca termina all'ultimo posto in classifica nel campionato di Lega Pro 2014-2015, retrocedendo in Serie D. Nel dicembre 2015 subentra a Gilson Granzotto sulla panchina del Gama, squadra brasiliana partecipante al Campionato Brasiliense. Nel marzo successivo, dopo aver guidato la squadra brasiliana in 7 partite, viene esonerato dalla dirigenza.
Nel 2019 assume la direzione del club dilettantesco Brera. Viene confermato anche per la stagione successiva.
Il 22 febbraio 2022 assume la guida del Villa Valle, che occupa l'ultimo posto nella classifica del Girone B della Serie D. Termina la stagione regolare al quintultimo posto, accedendo così al playout. Nello spareggio salvezza contro il Caravaggio riesce nell'impresa di salvare la sua squadra (vittoria per 1-0). Il 6 ottobre 2023, in seguito ad un avvio di stagione stentato, viene sollevato dall'incarico.
Il 24 febbraio 2025 subentra a Corrado Cotta sulla panchina della Castellanzese, squadra invischiata nelle zone basse della classifica del Girone B di Serie D. Dal suo arrivo la squadra cambia marcia riuscendo a centrare la salvezza, però ciò non basta a mantenere la panchina. Infatti il 17 maggio seguente, la società annuncia tramite un comunicato di aver raggiunto l'accordo per la risoluzione del contratto con il tecnico.

## Statistiche

### Presenze e reti nel club
| Stagione          | Squadra           | Campionato        | Campionato | Campionato | Coppe nazionali | Coppe nazionali | Coppe nazionali | Coppe continentali | Coppe continentali | Coppe continentali | Altre coppe | Altre coppe | Altre coppe | Totale | Totale |
| Stagione          | Squadra           | Comp              | Pres       | Reti       | Comp            | Pres            | Reti            | Comp               | Pres               | Reti               | Comp        | Pres        | Reti        | Pres   | Reti   |
| ----------------- | ----------------- | ----------------- | ---------- | ---------- | --------------- | --------------- | --------------- | ------------------ | ------------------ | ------------------ | ----------- | ----------- | ----------- | ------ | ------ |
| 1989-1990         | Solbiatese        | C2                | 30         | 0          | -               | -               | -               | -                  | -                  | -                  | -           | -           | -           | 30     | 0      |
| 1990-1991         | Solbiatese        | C2                | 32+1       | 1          | -               | -               | -               | -                  | -                  | -                  | -           | -           | -           | 33     | 1      |
| 1991-1992         | Solbiatese        | C2                | 30         | 0          | -               | -               | -               | -                  | -                  | -                  | -           | -           | -           | 30     | 0      |
| 1992-1993         | Solbiatese        | C2                | 26         | 1          | -               | -               | -               | -                  | -                  | -                  | -           | -           | -           | 26     | 1      |
| Totale Solbiatese | Totale Solbiatese | Totale Solbiatese | 118+1      | 2          |                 | -               | -               |                    | -                  | -                  |             | -           | -           | 119    | 2      |
| 1993-1994         | Bari              | B                 | 30         | 0          | CI              | 1               | 0               | -                  | -                  | -                  | -           | -           | -           | 31     | 0      |
| 1994-1995         | Bari              | A                 | 28         | 0          | CI              | 2               | 0               | -                  | -                  | -                  | -           | -           | -           | 30     | 0      |
| 1995-1996         | Bari              | A                 | 30         | 0          | CI              | 1               | 0               | -                  | -                  | -                  | -           | -           | -           | 31     | 0      |
| nov. 1996         | Bari              | B                 | 2          | 0          | CI              | 1               | 0               | -                  | -                  | -                  | -           | -           | -           | 3      | 0      |
| Totale Bari       | Totale Bari       | Totale Bari       | 90         | 0          |                 | 5               | 0               |                    | -                  | -                  |             | -           | -           | 95     | 0      |
| nov. 1996-1997    | Bologna           | A                 | 21         | 0          | CI              | 3               | 0               | -                  | -                  | -                  | -           | -           | -           | 24     | 0      |
| 1997-1998         | Bologna           | A                 | 32         | 0          | CI              | 3               | 0               | -                  | -                  | -                  | -           | -           | -           | 35     | 0      |
| 1998-1999         | Bologna           | A                 | 28+2       | 0          | CI              | 8               | 0               | Int+CU             | 5+8                | 0                  | -           | -           | -           | 49     | 0      |
| Totale Bologna    | Totale Bologna    | Totale Bologna    | 81+2       | 0          |                 | 14              | 0               |                    | 13                 | 0                  |             | -           | -           | 110    | 0      |
| 1999-2000         | Roma              | A                 | 25         | 0          | CI              | 3               | 0               | CU                 | 3                  | 0                  | -           | -           | -           | 31     | 0      |
| 2000-2001         | Roma              | A                 | 11         | 0          | CI              | 2               | 0               | CU                 | 5                  | 0                  | -           | -           | -           | 18     | 0      |
| Totale Roma       | Totale Roma       | Totale Roma       | 36         | 0          |                 | 5               | 0               |                    | 8                  | 0                  |             | -           | -           | 49     | 0      |
| 2001-gen. 2002    | Parma             | A                 | 1          | 0          | CI              | 2               | 0               | CU                 | 1                  | 0                  | -           | -           | -           | 4      | 0      |
| gen.-giu. 2002    | Brescia           | A                 | 17         | 0          | CI              | 0               | 0               | -                  | -                  | -                  | -           | -           | -           | 17     | 0      |
| 2002-2003         | Piacenza          | A                 | 28         | 0          | CI              | 0               | 0               | -                  | -                  | -                  | -           | -           | -           | 28     | 0      |
| 2003-2004         | Piacenza          | B                 | 36         | 0          | CI              | 1               | 0               | -                  | -                  | -                  | -           | -           | -           | 37     | 0      |
| 2004-gen. 2005    | Piacenza          | B                 | 10         | 0          | CI              | 3               | 0               | -                  | -                  | -                  | -           | -           | -           | 13     | 0      |
| Totale Piacenza   | Totale Piacenza   | Totale Piacenza   | 74         | 0          |                 | 4               | 0               |                    |                    |                    |             |             |             | 78     | 0      |
| gen.-giu. 2005    | Catanzaro         | B                 | 4          | 0          | CI              | 0               | 0               | -                  | -                  | -                  | -           | -           | -           | 4      | 0      |
| Totale carriera   | Totale carriera   | Totale carriera   | 421+3      | 2          |                 | 30              | 0               |                    | 22                 | 0                  |             | -           | -           | 476    | 2      |

## Palmarès

### Giocatore

#### Competizioni nazionali
- Campionato italiano: 1

Roma: 2000-2001

#### Competizioni internazionali
- Coppa Intertoto UEFA: 1

Bologna: 1998